# Holló-Zsadányi Norman
Holló-Zsadányi Norman (Kecskemét, 2010. november 19. –) színész és szinkronszínész.

## Fontosabb szinkronszerepei
| Év   | Magyar cím                                   | Eredeti cím                                                 | Szerep (eredeti színész)                               |
| ---- | -------------------------------------------- | ----------------------------------------------------------- | ------------------------------------------------------ |
| 2025 | Moon, a panda                                | Moon the Panda                                              | Noé Liu Martane / Tian                                 |
| 2025 | Holland                                      | Holland                                                     | Jude Hill / Harry Vandergroot                          |
| 2025 | A rezidencia                                 | The Residence                                               | Ca'Ron Jaden Coleman / Ansel                           |
| 2025 | Kamaszok                                     | Adolescence                                                 | Owen Cooper / Jamie Miller                             |
| 2025 | Bridget Jones: Bolondulásig                  | Bridget Jones: Mad About the Boy                            | Casper Knopf / Billy                                   |
| 2025 | Vaják: Szirének a mélyből                    | The Witcher: Sirens of the Deep                             | Greg Vinciguerra / ifjú Zelest (hang)                  |
| 2025 | Majdnem terhes                               | Kinda Pregnant                                              | Duke McCloud / Connor                                  |
| 2025 | Újra akcióban                                | Back in Action                                              | Rylan Jackson / Leo Reynolds                           |
| 2025 | Kutyák dombja                                | Hound's Hill                                                | Aleksander Karlak / Jasiek                             |
| 2024 | Beépített öregúr                             | A Man on the Inside                                         | Wyatt Yang / Wyatt                                     |
| 2024 | A templomlépcsők gyermekei                   | Children of the Church Steps                                | Samuel Silva / Douglas                                 |
| 2024 | Niko, a rénszarvas: Az északi fényen túl     | Niko – Beyond the Northern Lights                           | Tom Erik Rosener / Niko (hang)                         |
| 2024 | A folyó titka                                | The Secret of the River                                     | Mauro Guzmán / gyerek Erik                             |
| 2024 | Borzalmak városa                             | Salem's Lot                                                 | Nicholas Crovetti / Danny Glick                        |
| 2024 | Hirtelen menyasszony                         | Pimp My Bride                                               | Marceau Virleux / Norbert                              |
| 2024 | Ludwig                                       | Ludwig                                                      | Jakub Bednarczyk / gyerek John / gyerek James          |
| 2024 | aMItől félsz                                 | AfrAId                                                      | Isaac Bae / Cal                                        |
| 2024 | Better Man: Robbie Williams                  | Better Man                                                  | Carter J. Murphy / gyerek Robbie                       |
| 2024 | Sebességmámor                                | One Fast Move                                               | Adam Thomas Ziemba / Leo                               |
| 2024 | Harold és a varázsceruza                     | Harold and the Purple Crayon                                | Benjamin Bottani / Mel                                 |
| 2024 | Állati kalandok                              | Wonderoos                                                   | Christendeo Szabo / Cuki (hang)                        |
| 2024 | Disney Junior: Ariel                         | Disney Junior’s Ariel                                       | Gracen Newton / Ficánka (hang)                         |
| 2024 | A legjobbak legjobbja                        | Rising Impact                                               | Kuno Misaki / Nanaumi Gawain                           |
| 2024 | Időugrás                                     | The Present                                                 | Mason Shea Joyce / Max Diehl                           |
| 2024 | Cukormáz nélkül: A Pop-Tarts-háború          | Unfrosted: The Pop-Tart Story                               | Bailey Sheetz / Butchie                                |
| 2024 | Kincskereső kalandorok                       | Bandidos                                                    | Iker García / gyerek Miguel                            |
| 2024 | Ricky Stanicky                               | Ricky Stanicky                                              | Riley Stiles / gyerek Dean                             |
| 2024 | Micimackó: Vér és méz 2                      | Winnie‑the‑Pooh: Blood and Honey 2                          | Peter DeSouza‑Feighoney / fiatal Micimackó             |
| 2024 | Anyai ösztön                                 | Mothers' Instinct                                           | Baylen D. Bielitz / Max                                |
| 2024 | Kleks Akadémia                               | Kleks Academy                                               | Jan Makowski / Janek                                   |
| 2023 | A képzelmény                                 | The Imaginary                                               | Terada Kokoro / Rudger (hang)                          |
| 2023 | Sweet Home 2                                 | 스위트홈2                                                   | Choi Go / Kim Young Soo                                |
| 2023 | A nap, amikor apu megmenti a karácsonyt      | The Night My Dad Saved Christmas                            | Diego Muñoz / Rubén                                    |
| 2023 | Rustin                                       | Rustin                                                      | Phoenix Southwood / Dexter                             |
| 2023 | Minden idők legjobb karácsonya               | Best. Christmas. Ever.                                      | Wyatt Hunt / Grant Sanders                             |
| 2023 | Az ördögűző: A hívő                          | The Exorcist: Believer                                      | Rory Gross / Tyler                                     |
| 2023 | Az Usher-ház bukása                          | The Fall of the House of Usher                              | Graham Verchere / gyerek Roderick                      |
| 2023 | Miután annyi minden történt                  | After Everything                                            | Anton Kottas / Smith                                   |
| 2023 | Az apáca 2                                   | The Nun 2                                                   | Maxime Elias-Menet / Jacques                           |
| 2023 | A félelem fészke                             | Cobweb                                                      | Woody Norman / Peter                                   |
| 2023 | Az elátkozott Queen Mary                     | Haunting of the Queen Mary                                  | Lenny Rush / Lukas Calder                              |
| 2023 | Autócska úr és a templomos lovagok           | Mr. Car and the Knights Templar                             | Olgierd Blecharz / Sólyomszem                          |
| 2023 | Ooku: A belső palota                         | Ooku: The Inner Chambers                                    | Koiwai Kotori, Sadakichi, Kanbara Sato, Yotsuba (hang) |
| 2023 | Putifár tanár úr visszavág                   | Mr. Putifar’s Wacky Plan                                    | Aaron Ryndak / 10 éves Anthony                         |
| 2023 | Több mint narvál                             | Not Quite Narwhal                                           | Nevin Kar / Kelp                                       |
| 2023 | Elemi                                        | Elemental                                                   | Innocent Ekakitie / Marco and Polo Ripple (hang)       |
| 2023 | Ahol a sínek véget érnek                     | Where the Tracks End                                        | Ikal Paredes / Tuerto                                  |
| 2023 | Kráter                                       | Crater                                                      | Hero Hunter / fiatal Caleb                             |
| 2023 | A kis hableány                               | The Little Mermaid                                          | Jacob Tremblay / Flounder (hang)                       |
| 2023 | Star Wars: Fiatal Jedik kalandjai            | Star Wars: Young Jedi Adventures                            | Jamaal Avery Jr. / Kai Brightstar (hang)               |
| 2023 | AKA                                          | AKA                                                         | Noé Chabbat / Jonathan                                 |
| 2023 | 10 nap anyu nélkül 2.                        | How to Survive Without Mum                                  | Ilan Debrabant / Maxime Mercier                        |
| 2023 | Tin és Tina                                  | Tin & Tina                                                  | Carlos González Morollón / Tin                         |
| 2023 | Erry kazettái                                | Mixed by Erry                                               | Carmine Maria Jr. Del Sorbo / Enrico (gyerekként)      |
| 2023 | Micimackó: Vér és méz                        | Winnie‑the‑Pooh: Blood and Honey                            | Frederick Dallaway / fiatal Róbert Gida                |
| 2022 | Hűséges barátnők                             | Faithfully Yours                                            | Damiano Incani / Ben Saber                             |
| 2022 | 1899                                         | 1899                                                        | Fflyn Edwards / fiú                                    |
| 2022 | Fekete Párduc 2.                             | Black Panther: Wakanda Forever                              | Zaiden James / vakandai fiú                            |
| 2022 | Spirál                                       | Le torrent                                                  | Zéphyr Elis / Darius Boiron                            |
| 2022 | Keserédes eső                                | Saudade fez Morada aqui Dentro                              | Ronnaldy Gomes / Ronny                                 |
| 2022 | A császárné                                  | The Empress                                                 | Felix Nölle / Luziwuzi                                 |
| 2022 | Lou                                          | Lou                                                         | Grayson Palumbo / gyerek Philip                        |
| 2022 | A parfümkészítő                              | The Perfumier                                               | Bruno Tomczyk / gyerek Dorian                          |
| 2022 | A mentőosztag                                | Firebuds                                                    | Caleb Paddock / Piston Porter (hang)                   |
| 2022 | A Fabelman család                            | The Fabelmans                                               | Mateo Zoryan / kisgyerek Sammy Fabelman                |
| 2022 | Pinokkió                                     | Pinocchio                                                   | Benjamin Evan Ainsworth / Pinocchio                    |
| 2022 | Ivy + Bean: A szellemszabadító akció         | Ivy & Bean: The Ghost That Had to Go                        | Innocent Ekakitie / Leo                                |
| 2022 | Apám, az őr                                  | Secret Headquarters                                         | Walker Scobell / Charlie Kincaid                       |
| 2022 | Sandman: Az álmok fejedelme                  | The Sandman                                                 | Benjamin Evan Ainsworth / 6 éves Alex                  |
| 2022 | Túl közel a naphoz                           | Too Close to the Sun                                        | Léon Durieux / Léo                                     |
| 2022 | A kis Nicolas – Eljött a boldogság ideje!    | Le petit Nicolas: Qu’est‑ce qu’on attend pour être heureux? | Simon Faliu / kis Nicolas (hang)                       |
| 2022 | Doctor Strange az Őrület Multiverzumában     | Doctor Strange in the Multiverse of Madness                 | Julian Hilliard / Billy Maximoff                       |
| 2022 | 9 golyó                                      | 9 Bullets                                                   | Dean Scott Vazquez / Sam                               |
| 2022 | A Halloween véget ér                         | Halloween Ends                                              | Jaxon Goldenberg / Jeremy                              |
| 2021 | A sors útvesztői                             | Kaderimin Oyunu                                             | Yildirim Özcan / Ugur                                  |
| 2021 | Reszkessetek, betörők! – Otthon, édes otthon | Home Sweet Home Alone                                       | Max Ivutin / Chris                                     |
| 2021 | Elmúlt karácsonyok szerelmei                 | Boyfriends of Christmas Past                                | Justin Methé / Max                                     |
| 2021 | Iskola a pult mentén                         | The Tender Bar                                              | Daniel Ranieri / J. R. (gyerek)                        |
| 2021 | Póki és csodálatos barátai                   | Spidey and His Amazing Friends                              | Benjamin Valić / Peter Parker (hang)                   |
| 2021 | Gabi babaháza                                | Gabby’s Dollhouse                                           | Tucker Chandler / Pandi (hang)                         |
| 2020 | Sweet Home                                   | Sweet Home                                                  | Choi Go / Kim Yeong Su                                 |
| 2020 | Barbárok                                     | Barbarians                                                  | Merán Márk / Vegis                                     |
| 2020 | Mini Madagaszkár – Vár a nagyvilág           | Madagascar: A Little Wild                                   | Luke Lowe / Melman                                     |
| 2020 | Még mindig csak egy apa van                  | Father There Is Only One 2                                  | Carlos González Morollón / Dani                        |
| 2020 | Sol                                          | Sol                                                         | Giovanni Pucci / Jo                                    |
| 2019 | Elveszett próféciák                          | Good Omens                                                  | Alfie Taylor / Wensleydale                             |
| 2017 | C. B. Strike                                 | Strike                                                      | Artie Wilkinson-Hunt / Kevin Beattie                   |
| 2017 | Éjjel érkezik                                | It Comes at Night                                           | Griffin Robert Faulkner / Andrew                       |
| 2016 | Levél a Télapóhoz                            | A Letter to Santa                                           | (karakter)                                             |

Forrás: Snitt.hu – Holló‑Zsadányi Normann szinkronszerepei

## Pályafutása
Holló-Zsadányi Norman gyermekszínészként kezdte pályáját, majd színpadi szerepeket kapott a Budapesti Operettszínházban, a Madách Színházban, a Pesti Magyar Színházban, az Erkel Színházban, a Szegedi Nemzeti Színházban és a Kecskeméti Katona József Nemzeti Színházban is. Játszott többek között az Oliver! című előadásban, és a Mary Poppins című előadásban is megmutatta magát.
Szinkronszínészként is ismert. Több mint négy éve tevékenykedik a magyar szinkronpiacon, számos film és sorozat magyar hangjaként hallható. Ő adta például a Kamaszok című sorozatban Jamie Miller hangját, valamint szerepelt a Bridget Jones: Bolondulásig magyar változatában is.
2023-ban feltűnt a Gólkirályság című tévésorozatban, 2024-ben pedig a SzilánkZóna című filmben is szerepet kapott.

## Szerepei

### Színház

#### Madách Színház
- Én, József Attila
- Mary Poppins
- A Tizenötödik
- Nyomorultak
- RockSuli

#### Budapesti Operettszínház
- A Szépség és a Szörnyeteg (német nyelven)
- Nine
- Virágot Algernonnak
- Marica Grófnő

#### Erkel Színház
- Puskás a musical

#### Kecskeméti Katona József Nemzeti Színház
- Meseautó
- Elisabeth
- Légy jó mindhalálig

#### Szegedi Nemzeti Színház
- Nagyon Nagyon Sötét dolog
- Szerelmes Shakespeare

#### Pesti Magyar Színház
- Oliver!
- Valahol Európában

### Tévé
- Gólkirályság (2023) – epizódszereplő
- SzilánkZóna (2024) – Ábel

## Külső hivatkozások
- Snitt.hu profil
- Holló-Zsadányi Norman az Internet Movie Database oldalon (angolul)
- Holló-Zsadányi Norman a PORT.hu-n (magyarul)
- Holló-Zsadányi Norman az Internetes Szinkron Adatbázisban (magyarul)